# Abdukodir Khusanov
Abdukodir Khikmatovich Khusanov (tiếng Uzbek: Abduqodir Xikmatjon oʻgʻli Xusanov; sinh ngày 29 tháng 2 năm 2004) là một cầu thủ bóng đá chuyên nghiệp người Uzbekistan hiện đang thi đấu ở vị trí trung vệ cho câu lạc bộ Premier League Manchester City và đội tuyển bóng đá quốc gia Uzbekistan.

## Sự nghiệp thi đấu

### Energetik-BGU
Là một cầu thủ trẻ trưởng thành từ lò đào tạo Bunyodkor, anh thi đấu cho đội trẻ của câu lạc bộ trong nhóm lên đến 18 tuổi. Vào tháng 3 năm 2022, anh chuyển đến Energetik-BGU tại Giải bóng đá Ngoại hạng Belarus. Anh ra mắt câu lạc bộ vào ngày 19 tháng 3 năm 2022, trong trận đấu với Vitebsk, khi anh có tên trong đội hình xuất phát và chơi cả trận. Anh ghi bàn thắng đầu tiên vào ngày 2 tháng 5 năm 2022 trong trận đấu với Neman Grodno, nơi anh cũng có 2 pha kiến tạo. Trong trận đấu vào ngày 29 tháng 5 năm 2022, trước Slavia Mozyr, anh ghi bàn thắng mở tỷ số từ một quả phạt đền. Vào tháng 8 năm 2022, anh được đưa vào danh sách những cầu thủ triển vọng nhất thế giới theo Trung tâm Nghiên cứu Thể thao Quốc tế. Vào cuối mùa giải, anh đã giành được ngôi á quân cùng với đội bóng tại mùa giải 2022. Anh được vào biểu tượng của chức vô địch.
Vào tháng 12 năm 2022, Energetik-BGU đưa tin rằng cầu thủ này sẽ tiếp tục chơi ở câu lạc bộ. Trận đấu đầu tiên của mùa giải mới diễn ra vào ngày 2 tháng 4 năm 2023 với BATE Borisov. Anh lọt vào đội hình tiêu biểu của vòng 2 Giải bóng đá Ngoại hạng Belarus. Khusanov ghi bàn thắng đầu tiên trong mùa giải mới vào ngày 23 tháng 4 năm 2023, trong trận đấu gặp Shakhtar Soligorsk. Vào tháng 4 năm 2023, anh được đưa vào danh sách những cầu thủ dưới 20 tuổi triển vọng nhất, nơi anh đứng thứ 15 trong số các hậu vệ.

### RC Lens
Vào ngày 24 tháng 7 năm 2023, anh ký hợp đồng 4 năm với câu lạc bộ Lens, và do đó trở thành cầu thủ Uzbekistan đầu tiên thi đấu tại Ligue 1. Anh ra mắt câu lạc bộ vào ngày 16 tháng 9 năm 2023, trong trận thua 0-1 trước Metz.
Vào ngày 29 tháng 11 năm 2023, Khusanov chơi trận đấu đầu tiên tại vòng bảng UEFA Champions League, thất bại 0–6 trước Arsenal. Ở 19 tuổi 9 tháng, anh trở thành cầu thủ người Uzbekistan trẻ nhất thi đấu ở cả UEFA Champions League và ở bất kỳ giải đấu cấp câu lạc bộ UEFA  Champion League nào
Lens đứng thứ ba tại bảng đấu của mình, do đó đủ điều kiện tham dự vòng đấu loại trực tiếp UEFA Europa League 2023–24. Vào ngày 15 tháng 2 năm 2024, Khusanov 19 tuổi 11 tháng chơi trận lượt đi hòa 0–0 với SC Freiburg, trở thành cầu thủ người Uzbekistan trẻ nhất chơi ở UEFA Europa League.

### Manchester City
Ngày 20 tháng 1 năm 2025, Khusanov gia nhập câu lạc bộ Premier League Manchester City với bản hợp dồng có thời hạn 4 năm rưỡi. Và từ đó, anh trở thành cầu thủ Uzbekistan đầu tiên thi đấu ở Premier League. Năm ngày sau, anh có trận ra mắt khoác áo Manchester City, đá chính ngay từ đầu trong trận thắng 3–1 trước Chelsea.

## Sự nghiệp quốc tế
Vào tháng 6 năm 2023, Khusanov nhận được cuộc gọi triệu tập lên đội tuyển Uzbekistan tham dự CAFA Nations Cup. Anh ra mắt cho đội tuyển quốc gia vào ngày 11 tháng 6 năm 2023, khi vào sân thay cho Farrukh Sayfiev ở phút thứ 83 trong chiến thắng 3-0 trước Oman.

## Thống kê sự nghiệp

### Câu lạc bộ
Tính đến trận đấu diễn ra vào ngày 22 tháng 12 năm 2024
| Câu lạc bộ          | Mùa giải            | Giải đấu                  | Giải đấu | Giải đấu | Cúp quốc gia | Cúp quốc gia | Cúp liên đoàn | Cúp liên đoàn | Châu lục | Châu lục | Khác | Khác | Tổng cộng | Tổng cộng |
| Câu lạc bộ          | Mùa giải            | Hạng đấu                  | Trận     | Bàn      | Trận         | Bàn          | Trận          | Bàn           | Trận     | Bàn      | Trận | Bàn  | Trận      | Bàn       |
| ------------------- | ------------------- | ------------------------- | -------- | -------- | ------------ | ------------ | ------------- | ------------- | -------- | -------- | ---- | ---- | --------- | --------- |
| Energetik-BGU       | 2022                | Belarusian Premier League | 27       | 3        | 2            | 0            | —             | —             | —        | —        | —    | —    | 29        | 3         |
| Energetik-BGU       | 2023                | Belarusian Premier League | 8        | 1        | 0            | 0            | —             | —             | —        | —        | —    | —    | 8         | 1         |
| Energetik-BGU       | Tổng cộng           | Tổng cộng                 | 35       | 4        | 2            | 0            | —             | —             | —        | —        | —    | —    | 37        | 4         |
| Lens B              | 2023–24             | Championnat National 3    | 1        | 0        | —            | —            | —             | —             | —        | —        | —    | —    | 1         | 0         |
| Lens                | 2023–24             | Ligue 1                   | 11       | 0        | 0            | 0            | —             | —             | 4        | 0        | —    | —    | 15        | 0         |
| Lens                | 2024–25             | Ligue 1                   | 13       | 0        | 1            | 0            | —             | —             | 2        | 0        | —    | —    | 16        | 0         |
| Lens                | Tổng cộng           | Tổng cộng                 | 24       | 0        | 1            | 0            | —             | —             | 6        | 0        | —    | —    | 31        | 0         |
| Manchester City     | 2024–25             | Premier League            | 0        | 0        | 0            | 0            | —             | —             | 0        | 0        | 0    | 0    | 0         | 0         |
| Tổng cộng sự nghiệp | Tổng cộng sự nghiệp | Tổng cộng sự nghiệp       | 60       | 4        | 3            | 0            | 0             | 0             | 6        | 0        | 0    | 0    | 69        | 4         |

1. ↑  Bao gồm Belarusian Cup, Coupe de France, FA Cup
2. ↑  Bao gồm EFL Cup
3. ↑  Hai lần ra sân tại UEFA Champions League, hai lần ra sân tại UEFA Europa League
4. ↑  Số lần ra sân tại UEFA Conference League

### Quốc tế
Tính đến 19 tháng 11 năm 2024
| Đội tuyển quốc gia | Năm       | Trận | Bàn |
| ------------------ | --------- | ---- | --- |
| Uzbekistan         | 2023      | 7    | 0   |
| Uzbekistan         | 2024      | 11   | 0   |
| Tổng cộng          | Tổng cộng | 18   | 0   |

## Danh hiệu
U-20 Uzbekistan
- AFC U-20 Asian Cup: 2023

U-23 Uzbekistan
- AFC U-23 Asian Cup á quân: 2024

Uzbekistan
- CAFA Nations Cup á quân: 2023

Cá nhân
- Đội tuyển nam Châu Á của năm bởi IFFHS: 2023[30]

Khác
- Huân chuơng "Kelajak Bunyodkori": 2023[31]